# Marina Šmoninová
Marina Šmoninová (rusky Марина Константиновна Шмонина) * 9. února 1965) je bývalá uzbecká atletka, sprinterka, reprezentující převážně Sovětský svaz.

## Kariéra
Na přelomu 80. a 90. let 20. století patřila k evropské čtvrtkařské špičce. V roce 1989 získala stříbrnou medaili v běhu na 400 metrů na halovém mistrovství Evropy, o rok později se v této disciplíně stala halovou mistryní Evropy. Startovala také na světovém halovém šampionátu v roce 1991, kde byla členkou stříbrné štafety na 4 × 400 metrů. Na olympiádě v Barceloně v roce 1992 se jako členka Sjednoceného týmu Společenství nezávislých států v rozběhu podílela na vítězství štafety 4 × 400 metrů.
V květnu 1993 byla diskvalifikována na čtyři roky kvůli užití dopingu.